# Selenocheir
Selenocheir är ett släkte av mångfotingar. Selenocheir ingår i familjen Xystodesmidae.
Kladogram enligt Catalogue of Life:
| Selenocheir | \| \| Selenocheir arcuata \| \| \| \| \| \| Selenocheir directa \| \| \| \| \| \| Selenocheir sinuata \| \| \| \| |
|             | \| \| Selenocheir arcuata \| \| \| \| \| \| Selenocheir directa \| \| \| \| \| \| Selenocheir sinuata \| \| \| \| |
|             | Selenocheir arcuata                                                                                               |
|             | |
|             | Selenocheir directa                                                                                               |
|             | |
|             | Selenocheir sinuata                                                                                               |
|             | |